# Momar maculifrons
Momar maculifrons är en insektsart som först beskrevs av Van Duzee 1912.  Momar maculifrons ingår i släktet Momar och familjen vedstritar. Inga underarter finns listade i Catalogue of Life.